# Orocovis (gemeente)
Orocovis is een van de 78 gemeenten (municipio) in de vrijstaat Puerto Rico.
De gemeente heeft een landoppervlakte van 164 km² en telt 23.844 inwoners (volkstelling 2000).

## Plaatsen
- Orocovis